# 168e méridien est
En géographie, le 168e méridien est est le méridien joignant les points de la surface de la Terre dont la longitude est égale à 168° est.

## Géographie

### Dimensions
Comme tous les autres méridiens, la longueur du 168e méridien correspond à une demi-circonférence terrestre, soit 20 003,932 km. Au niveau de l'équateur, il est distant du méridien de Greenwich de 18 702 km,.
Avec le 12e méridien ouest, il forme un grand cercle passant par les pôles géographiques terrestres.

### Régions traversées
En commençant par le pôle Nord et descendant vers le sud au pôle Sud, Le 168e méridien est passe par:
| Coordonnées           | Pays, territoire ou mer  | Notes |
| --------------------- | ------------------------ | --- |
| 90° 00′ N, 168° 00′ E | Océan Arctique           | |
| 74° 25′ N, 168° 00′ E | Mer de Sibérie orientale | |
| 69° 56′ N, 168° 00′ E | Russie                   | Tchoukotka — Île Aïon et le continent Kraï du Kamtchatka — à partir de 64° 17′ N, 168° 00′ E |
| 60° 32′ N, 168° 00′ E | Mer de Bering            | |
| 54° 34′ N, 168° 00′ E | Russie                   | Kraï du Kamtchatka — Île Medny |
| 54° 32′ N, 168° 00′ E | Océan Pacifique          | Passe juste à l'est de l'atoll Kwajalein, Îles Marshall (à 8° 54′ N, 167° 47′ E) |
| 8° 11′ N, 168° 00′ E  | Îles Marshall            | Atoll Namu |
| 8° 07′ N, 168° 00′ E  | Océan Pacifique          | Passe juste à l'ouest de l'atoll Namdrik, Îles Marshall (à 5° 38′ N, 168° 05′ E) |
| 14° 12′ S, 168° 00′ E | Mer de Corail            | Passe juste à l'ouest de l'île Méré Lava, Vanuatu (à 14° 25′ S, 168° 01′ E) Passe juste à l'ouest de l'île Maewo, Vanuatu (à 14° 55′ S, 168° 05′ E)                                                                    |
| 15° 17′ S, 168° 00′ E | Vanuatu                  | Île Ambae |
| 15° 19′ S, 168° 00′ E | Mer de Corail            | Passe juste à l'ouest de l'Île de Pentecôte, Vanuatu (à 16° 40′ S, 168° 06′ E) |
| 16° 12′ S, 168° 00′ E | Vanuatu                  | Île de Ambrym |
| 16° 19′ S, 168° 00′ E | Mer de Corail            | Passe juste à l'est de l'île Malakula, Vanuatu (à 16° 28′ S, 167° 49′ E) Passe juste à l'ouest de l'île Epi, Vanuatu (à 16° 41′ S, 168° 07′ E) Passe juste à l'ouest de l'île Efate, Vanuatu (à 17° 42′ S, 168° 09′ E) |
| 21° 27′ S, 168° 00′ E | Nouvelle-Calédonie       | Island of Maré |
| 21° 39′ S, 168° 00′ E | Océan Pacifique          | Passe juste à l'ouest de Île Norfolk (à 29° 00′ S, 168° 01′ E) |
| 44° 19′ S, 168° 00′ E | Nouvelle-Zélande         | Île du Sud |
| 46° 23′ S, 168° 00′ E | Détroit de Foveaux       | |
| 46° 46′ S, 168° 00′ E | Nouvelle-Zélande         | Île Stewart |
| 47° 07′ S, 168° 00′ E | Océan Pacifique          | |
| 60° 00′ S, 168° 00′ E | Océan Austral            | |
| 71° 08′ S, 168° 00′ E | Antarctique              | Dépendance de Ross, Liste des territoires revendiqués par la Nouvelle-Zélande |
| 73° 33′ S, 168° 00′ E | Océan Austral            | Mer de Ross |
| 77° 25′ S, 168° 00′ E | Antarctique              | Dépendance de Ross, Liste des territoires revendiqués par la Nouvelle-Zélande |